# Чернов, Пётр Григорьевич
Пётр Григо́рьевич Черно́в (25 октября (7 ноября) 1917 — 7 января 1988, Москва) — советский и русский актёр театра и кино. Лауреат Сталинской премии второй степени (1951). Народный артист РСФСР (1967).

## Биография
Родился 25 октября (7 ноября) 1917 в деревне Медведчиково (ныне Яйский район, Кемеровская область). В Медведчиково не было школы, поэтому Петр ездил учиться в Анжеро-Судженск. Одновременно занимался в художественной самодеятельности местного Дома шахтеров, выступая на вечерах и читая стихи. Когда Петру Чернову исполнилось 17 лет, его по комсомольской путевке послали на учебу в Москву, в ГИТИС, куда он и поступил на курс народного артиста СССР Л. М. Леонидова.
По окончании института в 1939 году, весь актерский курс был направлен на работу в Гомельский областной драматический театр, где Чернов играл до начала Великой Отечественной войны. Дебютировал в роли Хлестакова в спектакле «Ревизор» Н. В. Гоголя.
В июне 1941 года добровольцем ушел в ополчение, но уже через несколько месяцев был откомандирован для работы в 1-й белорусской фронтовой бригаде. Во время Великой Отечественной войны выступал с концертными бригадами на различных фронтах с артистами гомельского театра.
В 1943 году, приехав на 3 дня в Москву, случайно встретил там бывшего однокурсника, который сообщил Чернову, что во МХАТе объявлен набор актеров. Петр Чернов прошел прослушивания и в октябре 1943 года был принят в труппу Художественного театра, одновременно став вольнослушателем в созданной тогда же Школе-студии имени Вл. И. Немировича-Данченко при театре. На сцене МХАТ Петром Григорьевичем было сыграно 43 роли.
Среди созданных им образов в кино наиболее известны роли Бунчука в фильме С. А. Герасимова «Тихий Дон» и Семёна Давыдова в фильме «Поднятая целина». В художественном фильме киностудии "Ленфильм" "Моабитская тетрадь" в 1968 году Пётр Чернов сыграл роль Мусы Джалиля. 
Член КПСС с 1954 года.
В жизни Петр Чернов был увлекающимся и темпераментным человеком. В свободное время выезжал отдыхать в Дом отдыха на Волге, ходил на охоту. Много читал, очень любил поэзию, особенно стихи Пушкина.
Работая в Художественном театре, Петр Григорьевич познакомился с актрисой Светланой Баталовой, дочерью знаменитых мхатовцев Николая Баталова и Ольги Андровской. Светлана Николаевна стала его женой, вместе они прожили более сорока лет.
В начале 1960-х годов Петр Чернов перенес тяжелый инфаркт, последствия которого особенно активно стали тревожить актера последние два года жизни. Он тяжело болел и умер, находясь на лечении в институте кардиологии 7 января 1988 года в Москве. 
Похоронен на Новодевичьем кладбище (2 участок, 15 ряд), рядом с Ольгой Андровской и Николаем Баталовым.

## Творчество

### Театр

#### МХАТ СССР имени М.Горького
- 1945
  - «Горячее сердце» А. Н. Островского — Гаврило
  - «Офицер флота» А. А. Крона — краснофлотец Граница
- 1946 — «Трудные годы» А. Н. Толстого — Суворов
- 1948 
  - «Таланты и поклонники» А. Н. Островского — Вася
  - «Лес» А. Н. Островского — Пётр
- 1949 — «На дне» М. Горького — Васька Пепел
- 1950 
  - «Враги» М. Горького — Рябцов
  - «Вторая любовь» по Е. Ю. Мальцеву — Матвей Русанов
- 1956 — «Беспокойная старость» Л. Н. Рахманова — Михаил Макарович Бочаров
- 1958 — «Три сестры» А. П. Чехова — Алексей Петрович Федотик
- 1960 — «Чайка» А. П. Чехова — Семён Семёнович Медведенко
- 1961 — «Цветы живые» Н. Ф. Погодина — Николай
- 1969 — «Соловьиная ночь» В. И. Ежова — полковник Лукьянов
- 1972 — «Сталевары» Г. К. Бокарева — Вагин
- 1973 — «Старый Новый год» М. М. Рощина — Любин муж
- 1977 
  - «Валентин и Валентина» М. М. Рощина — лрохожий
  - «Мятеж» по Д. А. Фурманову — Чеусов
  - «Последний срок» В. Г. Распутина — от автора
- 1982 — «Так победим» М. Ф. Шатрова — комиссар

### Фильмография
| Год  |     | Название                                 | Роль                                                |
| ---- | --- | ---------------------------------------- | --------------------------------------------------- |
| 1954 | ф   | Школа мужества                           | отец Бориса Горикова                                |
| 1954 | ф   | Морской охотник                          | Имя персонажа не указано                            |
| 1955 | ф   | Земля и люди                             | Попов, секретарь райкома                            |
| 1958 | ф   | Тихий Дон                                | хорунжий Бунчук                                     |
| 1961 | ф   | Поднятая целина                          | «двадцатипятитысячник» Семён Давыдов                |
| 1967 | ф   | Седьмой спутник                          | Имя персонажа не указано                            |
| 1967 | ф   | Бабье царство                            | Павел Якушев, инструктор райкома партии             |
| 1968 | ф   | Моабитская тетрадь                       | Муса Джалиль                                        |
| 1972 | ф   | Сибирячка                                | Имя персонажа не указано                            |
| 1972 | ф   | На Севере, на Юге, на Востоке, на Западе | Мартынов                                            |
| 1973 | ф   | Семнадцать мгновений весны               | Громов («Алекс»), начальник советской разведки      |
| 1974 | ф   | Считайте меня взрослым                   | Имя персонажа не указано                            |
| 1975 | тсп | Старший мастер                           | Имя персонажа не указано                            |
| 1977 | ф   | Семья Зацепиных                          | Зацепин                                             |
| 1977 | ф   | Фронт за линией фронта                   | Имя персонажа не указано                            |
| 1978 | с   | Соль земли                               | Артём Строгов, секретарь Притаёжного райкома партии |
| 1979 | ф   | Особо важное задание                     | Игорь Петрович Рубцов                               |
| 1980 | ф   | Странный отпуск                          | начальник ЖЭКа                                      |
| 1981 | ф   | Ночь председателя                        | Пётр                                                |
| 1985 | ф   | Грядущему веку                           | Имя персонажа не указано                            |

## Признание и награды

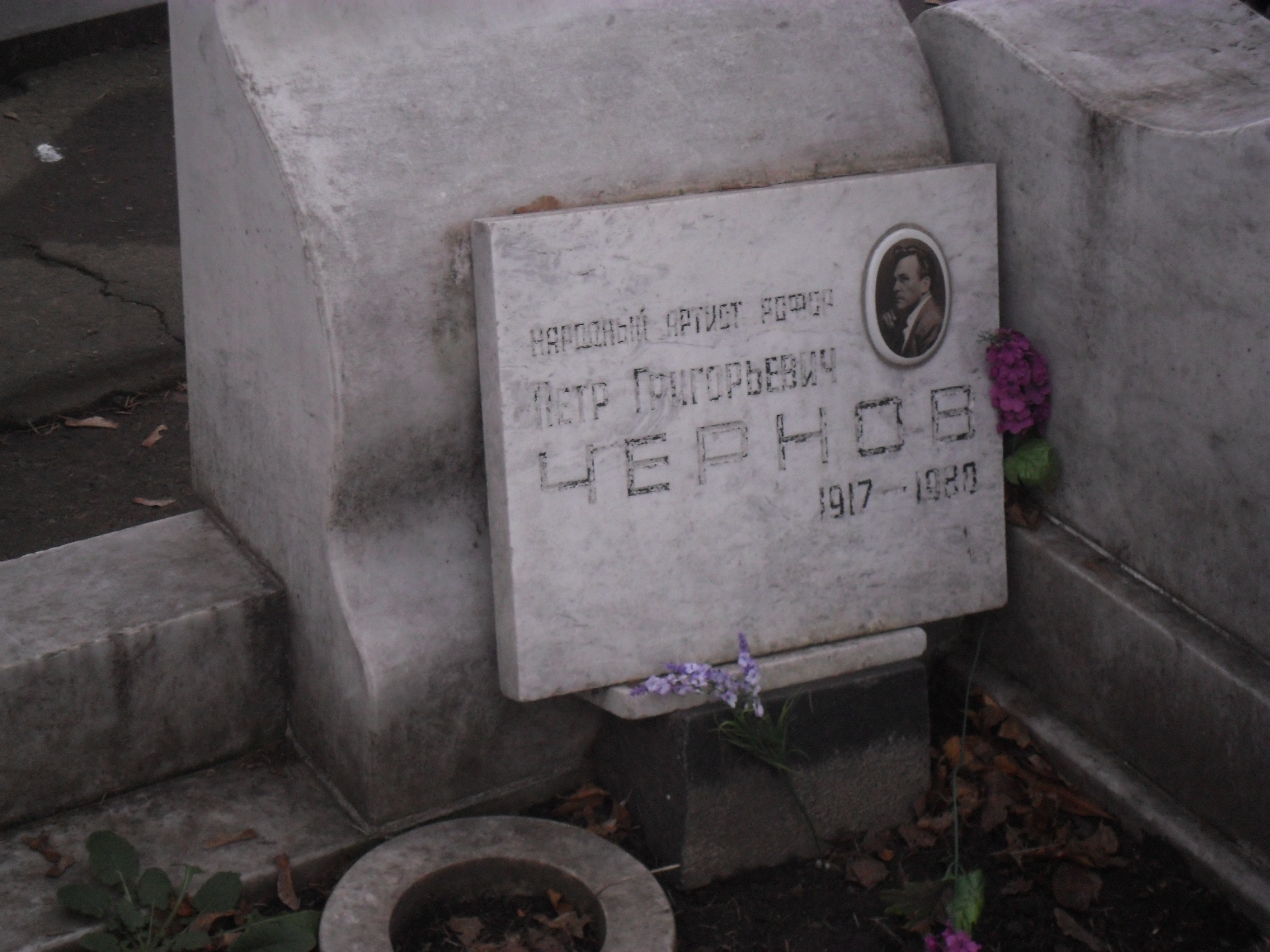
Могила Чернова на Новодевичьем кладбище Москвы.

- Орден Отечественной войны II степени (1985).
- Медаль «За трудовое отличие» (26 октября 1948 года) — за выдающиеся заслуги в развитии советского театрального искусства и в связи с пятидесятилетием со дня основания Московского орденов Ленина и Трудового Красного Знамени Художественного Академического театра СССР имени М. Горького[2].
- медали
- Народный артист РСФСР (1967).
- Заслуженный артист РСФСР (1957).
- Сталинская премия второй степени (1951) — за исполнение роли Матвея Русанова в спектакле «Вторая любовь» Е. Ю. Мальцева и Н. А. Венкстер.